# Boulmiougou-Mossi
Ne doit pas être confondu avec Boulmiougou-Peulh.
Boulmiougou-Mossi est une localité située dans le département de Dargo de la province du Namentenga dans la région Centre-Nord au Burkina Faso. 

## Éducation et santé
Le centre de soins le plus proche de Boulmiougou-Mossi est le centre de santé et de promotion sociale (CSPS) de Dargo tandis que le centre médical avec antenne chirurgicale (CMA) de la province se trouve à Boulsa.
Boulmiougou-Mossi possède une école primaire publique.